# Sárgatorkú rézkakukk
A  sárgatorkú rézkakukk (Chrysococcyx flavigularis) a madarak osztályának kakukkalakúak (Cuculiformes) rendjébe, ezen belül a kakukkfélék (Cuculidae) családjába tartozó faj.

## Rendszerezése
A fajt George Ernest Shelley angol ornitológus írta le 1880-ban.

## Előfordulása
Afrika középső részén Dél-Szudán, Elefántcsontpart, Egyenlítői-Guinea, Gabon, Ghána, Kamerun, a Kongói Köztársaság, a Kongói Demokratikus Köztársaság, a Közép-afrikai Köztársaság, Libéria, Nigéria, Sierra Leone, Szudán, Togo és Uganda területén honos.
A természetes élőhelye szubtrópusi és trópusi síkvidéki esőerdők. Állandó, nem vonuló faj.

## Megjelenése
Testhossza 19 centiméter, testtömege 30 gramm.

## Életmódja
Rovarokkal, főleg hernyókkal táplálkozik, valamint bogarakat és gyümölcsöt is fogyaszt.

## Természetvédelmi helyzete
Az elterjedési területe rendkívül nagy, egyedszáma viszont csökken, de még nem éri el a kritikus szintet. A Természetvédelmi Világszövetség Vörös listáján nem fenyegetett fajként szerepel.

## Külső hivatkozások
- Képek az interneten a fajról
- Xeno-canto.org - a faj hangja és elterjedési területe